# Bryhnia tenerrima
Bryhnia tenerrima är en bladmossart som beskrevs av Brotherus och A. Yasuda 1921. Bryhnia tenerrima ingår i släktet Bryhnia och familjen Brachytheciaceae. Inga underarter finns listade i Catalogue of Life.